# Matthew Outzen
Matthew Outzen (ur. 10 grudnia 1987) – australijski lekkoatleta specjalizujący się w rzucie oszczepem. 
Medalista seniorskich mistrzostw Australii. 
Rekord życiowy: 81,80 (14 marca 2015, Sydney).